# Liginiac
Liginiac är en kommun i departementet Corrèze i regionen Nouvelle-Aquitaine i de centrala delarna av Frankrike. Kommunen ligger  i kantonen Neuvic som tillhör arrondissementet Ussel. År 2022 hade Liginiac 657 invånare.

## Befolkningsutveckling
Antalet invånare i kommunen Liginiac
Referens:INSEE